# Балджиева воденица
Балджиевата воденица е историческо съоръжение в петричкото село Беласица (Елешница), България.

## Местоположение
Воденицата е разположена югозападно над Беласица в едноименната планина, в непосредствена близост до църквата „Свети Илия“.

## История
Разрешителното за воденицата е изданено на Трайко Балджиев от османските власти в 1887 година. Воденицата е единствената работеща в Петричко. Камъните се задвижват и на вода, а когато няма вода и на ток с малък електрически мотор и това е причината воденицата да не е обявена за паметник на културата. Воденицата продължава да е притежание на семейство Балджиеви.